# Saint-Julien-de-l'Herms
Saint-Julien-de-l'Herms är en kommun i departementet Isère i regionen Auvergne-Rhône-Alpes i sydöstra Frankrike. Kommunen ligger i kantonen Beaurepaire som tillhör arrondissementet Vienne. År 2022 hade Saint-Julien-de-l'Herms 163 invånare.

## Befolkningsutveckling
Antalet invånare i kommunen Saint-Julien-de-l'Herms
Referens:INSEE